# Walentin Aleksandrow
Walentin Aleksandrow (bulgarisch Валентин Георгиев Александров; * 23. September 1946 in Sofia; † 9. Juli 2008) war ein bulgarischer Politiker.
Aleksandrow studierte an der Universität Sofia. Er war vom 30. Dezember 1992 bis zum 18. Oktober 1994 als Nachfolger von Aleksandar Stalijski Verteidigungsminister von Bulgarien unter Ministerpräsident Ljuben Berow. Sein Nachfolger wurde Bojko Noew.